# 大郷剛
大郷 剛（おおさと ごう、1978年3月24日 - ）は、日本の実業家、芸能プロモーター、イベントプロデューサー、音楽プロデューサー。株式会社FORZA RECORD（芸能事務所）代表取締役社長。SoulJaを起用した青山テルマによるアンサーソング「そばにいるね」を川添象郎と制作。着うたフルで史上初のダウンロード数200万件突破を達成。日本で最も売れたダウンロード・シングルとしてギネス世界記録に認定。大型ファッションショー「Girls Award」を名付け、設立中心のメンバー。また男性ユニット「純烈」の名付けの親としても知られている。2013年より講談社主催「ミスiD」選考委員を務めつつアイドルグループ「放課後プリンセス」のプロデュースする。東京都町田市南つくし野出身。英国暁星国際学園卒業。

## 経歴
1999年（平成11年）ライジングプロダクションを経て株式会社プロシード勤務後、芸能事務所の(株)G.P.R を設立。 
2004年（平成16年）からG.P.R の代表取締役社長を務める。長崎莉奈、黒木なつみ、純烈、佐山彩香 等が所属。
在籍中にSoulJaを起用した青山テルマによるアンサーソング「そばにいるね」を「川添象郎」と制作。着うたフルで史上初のダウンロード数200万件突破を達成。2008年9月、「日本で最も売れたダウンロード・シングル」としてギネス世界記録に認定。ダウンロードを含め920万ユニットで「日本で最も売れたシングル」としてもギネス世界記録に認定された。JASRAC金賞を受賞。『第59回NHK紅白歌合戦』にも出場を果たした。
2010年（平成22年）企画プロデュースした唐沢美帆の「WAYtoLOVE 最後の恋」は着うたが40万ダウンロードでヒット。
ライジングプロダクションと共にISSA×SoulJa名義のCDをリリース。
ユニバーサル ミュージック合同会社と共同で音楽制作レーベル 「GPR SOUNDS」 を立ち上げ、雑誌 『ViVi』 の読者モデルや人気ファッションブランド 「EMODA」 のプロデューサーとして活躍し、ギャルシーンではカリスマとして支持を集める 松本恵奈（アーティスト名 ena） を売り出した。
ファッションショーGirls Awardを命名し立ち上げをした中心メンバーの一人、元エグゼクティブプロデューサー兼、株式会社ガールズアワードの元役員。
ファッション専門チャンネル　Fashion TVの元プロデューサー。
2011年（平成23年）までGPR代表取締役社長、株式会社GirlsAward取締役兼エグゼクティブプロデューサーを務めた。
2012年（平成24年）講談社がスタートした『ミスiD 』の審査員として参加。 
2013年（平成25年）からアイドルユニット放課後プリンセスを株式会社CUTE BLACK（現 株式会社FORZA RECORD）に所属させユニバーサルミュージックよりメジャーデビューをさせている。現在はダイキサウンドに移籍し「アブラカタブLuv!」で4万2千枚のセールスとなった。
2017年（平成29年）放課後プリンセスメンバーである舞花（宮下舞花）が『クデマヌン・キオッハムニダ(あなただけを覚えています)』を発表し、韓国KBS2TVのドラマ「花を咲かせろ！ダルスン（原題）」の挿入歌に採用。その圧倒的な歌唱力と日本人女性アイドルの韓国ドラマ挿入歌起用というグローバルな活躍が評価され、「第25回大韓民国文化芸能大賞」にて日本人女性アイドル初の”インターナショナル部門海外アーティスト賞”を受賞。
2018年（平成30年）放課後プリンセスの新曲にて、マルチクリエイターまふまふが作詞作曲および編曲を手がけた「輝夜に願いを」がリリース、グループ最高売上・最高位オリコンウィークリー2位を記録。6万枚に迫るヒットとなった。
2019年（平成31年）全世界3億ダウンロードの人気ゲームアプリ「荒野行動」の初となるTV番組「荒野行動女子部」のプロデューサーを歴任。同年末から始動したFORZARECORDの代表を務める。
2024年（令和6年）2月7日、ラジオ大阪にて自身がMCを務めるレギュラー番組『猫組長のRemember theTime』（毎週水曜日22：00～22：30）がスタート。Do you remember the time「あの時を覚えてる？」をコンセプトに80年代90年代の洋楽を中心に、評論家／インフルエンサーの猫組長と音楽プロデューサー大郷剛が様々な切り口で語る音楽番組。リスナーからの人生相談コーナーやゲストを招く。

## 人物
- 高校はイギリスの暁星国際学園に3年通っていた。3年間にイギリスで学んだ経験がプロデュースに生きているという。大学は桐蔭横浜大学法学部に入学したが、ほとんど学校に行かなく退学した[15]。
- 20歳から22歳まで『egg』や創刊時の『Men's egg』に読者モデルとして出演。元々ギャル男に興味はなかったが、たまたま渋谷を歩いているときに『egg』編集部に声をかけられたのがキッカケ[15]。
- 『Men's egg』のOBインタビューに大郷は「芸能関係につく理由は早く結果が出せる、プロデュースした作品が多くの人を感動できる、やりがいがありそうだから」と答えている[15]。
- 小学校のときから日本史が大好きで、歴史上の人物や城に夢中だった。進路を考える時期、戦国時代の武将と自分を照らし合わせ、30歳には自分の城を持つ、25歳には社長と照準を決めた大郷は、20歳から軌道にのせるため睡眠時間を削る覚悟をして働いた[1]。

## 逸話
- 芸能界に入るキッカケは「目立ちたい、自分が流行を作りたい」と考える。まず安室奈美恵が所属する芸能事務所の門を叩いた。SPEEDの（本人曰く）末端マネージャーにつく[16]。
- ドームツアーをはじめ沢山の感動を目の当たりにして意識が変わったと番組内で話している。自分も「感動させるビジネス」を極めたいと強く思う。感動で、感動が人を動かす魅力にとりつかれたという。今でも古巣のライジングプロダクションには感謝している[16]。
- 純烈の生みの親。日本史好きな大郷が「戦国武将 烈将伝」という雑誌からのヒントを得て「純情烈将伝」（略して純烈）というグループ名を命名した。その後、青山テルマの流れからユニバーサルミュージックを繋ぎ、『涙の銀座線』でメジャーデビュー。記者会見では大郷自らコンセプト、企画を説明。その後、大郷は会社代表を退き、残った人間で昨今の純烈ブームへと受け継がれた[16]。
- もともと「Girls Award」はクラブの2階で小さくやっていたイベントだった。代々木第一体育館を初めて借りる時の交渉にはテレビ東京ミュージックの社長が同行し「大郷君に貸してやってください」と一緒に頭を下げてくれたと感謝している[16]。
- よくマスコミに純烈やGirls Awardについて聞かれるが、「生みの親の苦しみ」と「続ける苦しみ」は違うからオレがオレがと言うのは違うと考えている。続けてくれたことに敬意を表していますと番組内で言及している[16]。
- ユニバーサルJのレーベルヘッドから青山テルマがデビュー後なかなかヒットが出ず「ノルマをこなさないと他レーベルに移籍させられるから川添さん手伝ってくれませんか」と川添、大郷に頼み込んだ結果、「そばにいるね」が出来上がり大ヒットにつながった[6]。

## プロデュース論
SoulJaをやって純烈を作って「GirlsAward」を始めて、自分の会社が大きくなってきた時期に2011年の震災にあい、自分の生き方を見つめ直した。手がけていた事業を一度全部辞めた。その時期に地下アイドルという世界があることを知り、人に相談される形で、縁あって2013年から放課後プリンセスを預かって育てることになった。1年で「GirlsAward」を国立代々木競技場第一体育館の規模まで持っていけたがアイドルプロデュースは困難を極めた。そんなとき音楽プロデュースの師匠・川添象郎から学んだ「いい音楽を残すこと、感動を作ること」に立ち返り、目先の流行りにばかり捕らわれず100年たっても残るエンタメを作ろうと心掛けている。

## 出演

### ラジオ
- 『猫組長のRemember theTime』（ラジオ大阪）-  MC・レギュラー番組

### インターネット放送
- Z世代メディア『ムーヴメントプレス』（YouTubeチャンネル）　※https://youtube.com/2lk7dUG2-BM

### 雑誌
- 『プレジデント』（プレジデント社）- 「時代の流れを予測する男」[17]

## プロデュース
※50音順

### 個人
- 青山テルマ
- 唐沢美帆
- 黒木なつみ
- 佐山彩香
- 純烈
- 長崎莉奈
- 松本恵奈（アーティスト名 ena）
- 宮下舞花

### ユニット
- ISSA×SoulJa
- 放課後プリンセス
- Princessnext - 川添象郎と共同プロデュース[6]

### その他
- EMODA - ファッションブランド
- GirlsAward - ファンションイベント
- 荒野行動女子部 - テレビ番組
- Fashion TV - ファッション専門チャンネル